# Naoto Sawai
Naoto Sawai (jap. 澤井 直人, Sawai Naoto; * 3. April 1995 in der Präfektur Chiba) ist ein japanischer Fußballspieler.

## Karriere
Naoto Sawai erlernte das Fußballspielen in den Jugendmannschaften von Tozuka FC Junior und Tokyo Verdy. Seinen ersten Profivertrag unterschrieb er 2015 bei seinem Jugendverein Tokyo Verdy. Der Verein, der in der Präfektur Tokio beheimatet ist, spielte in der zweithöchsten japanischen Liga, der J2 League. Von August 2018 bis Juni 2019 wechselte er auf Leihbasis nach Frankreich zum AC Ajaccio. Der Klub aus Ajaccio spielte in der zweiten Liga, der Ligue 2.  Insgesamt kam er in Frankreich auf 21 Einsätze. Achtmal spielte er in der zweiten Liga. 13-mal wurde er in der zweiten Mannschaft eingesetzt. Die Zweite spielte in der National (D3), der dritten Liga in Frankreich. Im Juli 2019 kehrte er nach der Ausleihe wieder nach Japan zu seinem Stammverein zurück. Nach über 100 Spielen für Verdy wechselte er im Januar 2021 zum Ligakonkurrenten Renofa Yamaguchi FC. Für den Zweitligisten aus Yamaguchi absolvierte er 23 Ligaspiele. Nach einer Saison unterschrieb er im Januar 2022 in Tokio einen Vertrag beim Viertligisten Criacao Shinjuku.